# 孫幼孜
孫幼孜（16世紀—17世紀），字勵卿，福建泉州府惠安縣鎮安舖埔塘人，明朝政治人物。

## 生平
孫幼孜是萬曆四十三年（1615年）福建乡试舉人，謁選時考試第一，超授安吉知州，當地有惡人結通權貴欺負鄉里，他上陳上級並以去任爭取，終令惡人伏誅，有人勸告他，他說：「我尚且不愛官，會畏懼權勢麼？」然而他也因為此事亦以是請歸，殿元韓敬送他牌匾「苕郡循聲」，知縣葉初春也對他說：「孫勵卿，是賢明大夫。」禮遇有加。

## 著作
有《蜃樓集》、《煙鬟樓》、《竹窗夢語》諸集。

## 家族
曾孫孫克嶷是序貢，任上杭訓導。

## 引用
1. 1 2  雍正《惠安縣志·卷二十四·循良》：孫幼孜，字勵卿，鎮安舖埔塘人，萬歷乙卯舉人，謁選試第一，超秩授吉安知州；州有巨憝結通權勢凌虐鄉里，幼孜稔知其惡，陳之上官欲抵於法，且以去就爭，憝卒伏誅，人有勸之者，幼孜曰：「吾官尚不愛，肯畏勢乎？」然亦以是請歸，殿元韓求仲敬贈以匾，曰「苕郡循聲」，邑令葉公初春亦曰：「孫勵卿，賢大夫也。」見之有加禮，有《蜃樓集》、《煙鬟樓》、《竹窗夢語》諸集，曾孫克嶷，字仲閑，序貢，上杭訓導。